# 徐璋珠
徐 璋珠（ソ・ジャンジュ、朝鮮語: 서장주、1920年または1921年7月22日 - 1989年2月2日）は、日本統治時代の朝鮮の独立運動家、大韓民国の政治家。第2代韓国国会議員。

## 経歴
慶南梁山郡梁山面南部洞出身。東京高等工業学校在学中の1942年1月ごろから横浜で抗日運動を行い、労働者を装って横浜港一帯の合宿所に泊まりながら軍需施設を破壊することを計画していたが、計画の漏洩により1943年12月に逮捕された。拷問された後、1944年12月9日に治安維持法違反の疑いにより懲役2年の刑を受けた。1945年8月15日、解放と共に出獄した。
光復後は東萊中学校教員、保導連盟梁山指導委員、青年防衛隊梁山郡編隊長を務めた。1950年の第2代総選挙では梁山郡選挙区から無所属の国会議員に当選し、後に自由党に入党した。自由党慶南党部副委員長を務めたが、1954年1月末に族青系として除名された。
政界引退後は韓一企業社長、ソウル特別市労働副委員長を務めた。1989年2月2日、ソウル市内の江南病院で持病により死去。享年68。墓所は大田国立墓地愛国志士墓域にある。

## 賞勲
- 大統領表彰（1983年）[2]
- 建国勲章愛族章（1990年）[2]

## エピソード
第2代総選挙では最年少当選者であった。